# Csillagkapu (film)
A Csillagkapu (Stargate) színes amerikai–francia, 1994-ben bemutatott sci-fi film Roland Emmerich rendezésében. Ez a film az alapja egy amerikai, a Metro-Goldwyn-Mayer stúdió által elkészített Sci-fi Csillagkapu filmsorozatnak.

## Tartalom
|  | Alább a cselekmény részletei következnek! |

Egy ősi egyiptomi lelet vizsgálata során a régészek fantasztikus eredményre jutnak: átjáróra bukkannak a Föld és egy idegen bolygó között. Minthogy az új világba való behatolás veszélyesnek ígérkezik, először egy különleges felderítő alakulatot dobnak át a Csillagkapun a kőkemény O'Neill ezredes vezetésével. Szakértőként velük tart a terület egyik legjobb ismerője: Dr. Jackson, a fiatal, de kissé szórakozott régész. A kapu túloldalán különös világ tárul a csapat szeme elé: mintha a régi egyiptomi istenek újraéledtek volna…
Gíza, Egyiptom, 1928. Egy régészeti expedíció különös leletre bukkan: évezredek porából egy hatalmas gyűrű bukkan elő, kerületén titokzatos hieroglifákkal…
Napjainkban Dr. Daniel Jackson egyiptológus szokatlan elméletéről próbálja meggyőzni szkeptikus hallgatóságát. A fiatal tudós azt állítja, hogy a piramisok nem emberkéz alkotásai, hanem földönkívüli erők emelték őket! Előadása után a hadsereg egy tisztje lép oda hozzá, és arra kéri: segítsen megfejteni egy nemrég felfedezett egyiptomi lelet titkát. Mint kiderül, a hadsereg egy kulcsot talált, egy kulcsot, amely egy távoli világba nyíló csillagkaput nyit meg az emberiség előtt!
Mivel nem tudják, mire számíthatnak a kapun túl, egy sokat próbált katonát, Jack O’Neill-t és ütőképes kis csapatát küldik előre. A csillagkapun át egy sivatagos bolygóra érkezik a felderítő-osztag, ahol lassan rádöbbennek a nyomasztó valóságra: az idegen bolygón az egyiptomiak által napistenként ábrázolt Ra uralkodik, aki évezredekkel ezelőtt elvetette az élet csíráját a Földön. Alattvalói azonban fellázadtak és mielőtt visszatérhetett volna, bezárták mögötte a csillagkaput. A kapu azonban most újra nyitva áll, és Ra arra készül, hogy visszatérjen és ismét uralma alá hajtsa az emberiséget.

## Szereplők
| Karakter                       | Színész                 | 1. magyar hang         | 2. magyar hang        |
| ------------------------------ | ----------------------- | ---------------------- | --------------------- |
| Jonathan "Jack" O'Neil ezredes | Kurt Russell            | Dörner György          | Dörner György         |
| Dr. Daniel Jackson             | James Spader            | Lux Ádám               | Lux Ádám              |
| Catherine Langford, Ph.D.      | Viveca Lindfors         | Kassai Ilona           | Kassai Ilona          |
| Skaara                         | Alexis Cruz             |                        |                       |
| Sha'uri                        | Mili Avital             |                        |                       |
| West tábornok                  | Leon Rippy              | Barbinek Péter         | Barbinek Péter        |
| Kawalsky hadnagy               | John Diehl              | Sinkovits-Vitay András | Bede Fazekas Szabolcs |
| Anubisz                        | Carlos Lauchu           |                        |                       |
| Hórusz                         | Djimon Hounsou          |                        |                       |
| Kasuf                          | Erick Avari             |                        |                       |
| Ferretti hadnagy               | French Stewart          | Végh Péter             | Welker Gábor          |
| Nabeh                          | Gianin Loffler          |                        |                       |
| Ra                             | Jaye Davidson           |                        |                       |
| Freeman                        | Christopher John Fields | Juhász György          | Tóth Roland           |
| Brown                          | Derek Webster           | Anger Zsolt            | Papp Dániel           |
| Reilly                         | Jack Moore              |                        |                       |
| Porro                          | Steve Giannelli         |                        |                       |
| Alhadnagy                      | David Pressman          | Wohlmuth István        |                       |
| Tiszt                          | Scott Alan Smith        |                        |                       |
| Sarah O'Neil                   | Cecil Hoffman           |                        | Czifra Krisztina      |
| Barbara Shore, Ph.D.           | Rae Allen               | Halász Aranka          | Némedi Mari           |
| Gary Meyers, Ph.D.             | Richard Kind            | Harmath Imre           | Schneider Zoltán      |
| Mitch                          | John Storey             | Bor Zoltán             | Janovics Sándor       |
| Jenny                          | Lee Taylor-Allan        | Mics Ildikó            | Németh Kriszta        |
| Technikus                      | George Gray             |                        |                       |
| Fiatal Catherine Langford      | Kelly Vint              |                        |                       |
| Langford professzor            | Erik Holland            | Pataki Imre            | Végh Ferenc           |
| Taylor, az elöljáró            | Nick Wilder             |                        |                       |
| Arab tolmács                   | Sayed Badreya           | Palóczy Frigyes        |                       |